# Bosra
Bosra is een historische stad in het zuiden van Syrië.

## Geschiedenis
Bosra werd reeds genoemd in Egyptische hiërogliefen-teksten uit de 14e eeuw vóór Chr. De profeten Amos en Jesaja voorspelden de vernietiging van de stad zoals vermeld in het Oude Testament.
Vanaf de 4e eeuw vóór Chr was Bosra een stad van het Nabateense koninkrijk en werd tijdelijk de hoofdstad.
Het Nabateense rijk werd in 106 door de Romeinen veroverd. Onder de Romeinen heette de stad Nova Trajana Bostra en werd - vanaf 160 - de hoofdstad van de Romeinse provincie Arabia Petraea. De stad kende een grote bloei als handelsstad omdat ze op het kruispunt van diverse karavaanroutes lag, waaronder één route naar de Rode Zee.
In de Byzantijnse tijd was ze de zetel van een aartsbisdom. In de 6e eeuw werd de kathedraal van Bosra gebouwd, de eerste kerk met een rechthoekig grondplan en een grote ronde koepel.
Volgens overlevering situeert de Bahira-legende zich in Bosra. De jonge profeet Mohammed zou - op reis met zijn oom Aboe Talib - een christelijke monnik, Bahira genaamd, hebben ontmoet. Deze voorspelde hem een grote toekomst tegemoet te gaan.
Bosra was de eerste Syrische stad die veroverd werd door de Arabieren onder Aboe Bakr in 632. De stad bleef een belangrijke handelsstad en floreerde omdat ze gelegen was langs de handels- en pelgrimsroute tussen Damascus en Mekka.
De Ayyubiden verbouwden het Romeinse theater tot een vesting als bescherming tegen de kruisvaarders.
Vanaf de 14e eeuw werd de stad minder belangrijk omdat de pelgrimsroutes zich westwaarts verplaatsten. Vanaf de 18e-19e eeuw werd Bosra bewoond door de druzen.
Bosra heeft Nabateense en Romeinse overblijfselen maar ook de oudste christelijke en moslimgebouwen uit Syrië. De lokale zwarte basalt is het meest gebruikte bouwmateriaal.
Tegenwoordig is Bosra een ruïne. In 1980 is ze door UNESCO als Werelderfgoed aangemerkt.

## Bezienswaardigheden in Bosra
- Vooral bekend is het Romeinse theater. De skene – 45 m lang, 8,5 m diep – is goed bewaard. De muur achteraan heeft Korinthische zuilen. Opvallend is de om het theater - door de Ajjoebiden - gebouwde versterking met dikke muren, vierkante torens, diepe grachten en een brug met 6 bogen.
- De Romeinse stad werd gebouwd volgens een rechthoekig stratenplan met cardo maximus en decumanus. Langs de decumanus werd een cryptoportiek (een ondergrondse stapelruimte) aangelegd. Er zijn verschillende stadspoorten. Goed geconserveerd is de Nabateeënpoort uit de 1e eeuw. De open Romeinse cisterne heeft afmetingen van 150 m x 120 m en is nog steeds met water gevuld.
- De kathedraal van Bosra uit 512 is een centraalbouw en een van de eerste kerken met een ronde koepel boven een vierkante basisbouw. Een deel van de muren met halfboogvensters staat nog overeind. Justinianus gebruikte deze kerk als model bij de bouw van de Aya Sofia in Constantinopel en de Basiliek van San Vitale in Ravenna. Ook de Rotskoepel in Jeruzalem werd naar dit voorbeeld gebouwd.
- Uit de 3e-4e eeuw dateert de basiliek, genoemd de kerk van Bahira naar de monnik die Mohammed een grote toekomst voorspelde.
- Binnen de oude stad zijn verschillende moskeeën, waaronder de Omarmoskee in Bosra (een Omajjadenmoskee uit 720), die nog steeds in gebruik is. Deze moskee heeft een grote historische waarde omdat zij gebouwd zou zijn naar het huis van de profeet Mohammed in Medina. Een vierkante vorm met overdekte arcades vormt een binnenhof met in het midden een fontein. Een van de arcades is dieper dan de anderen en doet dienst als bidzaal met mihrab en minbar. De minaret is vierkantig en eerder zwaar.
- In de buurt van deze moskee is een badcomplex uit de tijd van de mammelukken (laat 14e eeuw).

Opmerkelijk is dat delen van het oude Bosra tegenwoordig nog bewoond zijn.